# Ridens
Ridens is een geslacht van vlinders van de familie dikkopjes (Hesperiidae), uit de onderfamilie Eudaminae.

## Soorten
- R. allyni Freeman, 1979
- R. biolleyi (Mabille, 1900)
- R. bridgmani (Weeks, 1902)
- R. crison (Godman & Salvin, 1893)
- R. fieldi Steinhauser, 1974
- R. fulima Evans, 1952
- R. fulminans (Herrich-Schäffer, 1869)
- R. harpagus (Felder & Felder, 1867)
- R. mephitis (Hewitson, 1876)
- R. miltas (Godman & Salvin, 1893)
- R. nora Evans, 1952
- R. pacasa (Williams, 1927)
- R. panche (Williams, 1927)
- R. philistus (Hopffer, 1874)
- R. ridens (Hewitson, 1876)
- R. toddi Steinhauser, 1974
- R. tristis (Draudt, 1924)